# Stenodyneroides ferruginatus
Stenodyneroides ferruginatus är en stekelart som först beskrevs av Joseph Charles Bequaert 1918.  Stenodyneroides ferruginatus ingår i släktet Stenodyneroides och familjen Eumenidae. Utöver nominatformen finns också underarten S. f. capensis.